# شماره ۱۰ محله ریلینگتون
شماره ۱۰ محله ریلینگتون (انگلیسی: 10 Rillington Place) یک فیلم در ژانر جنایی به کارگردانی ریچارد فلایشر محصول سال۱۹۷۱ کشور بریتانیا است.